# لوسیوس کوئیتوس

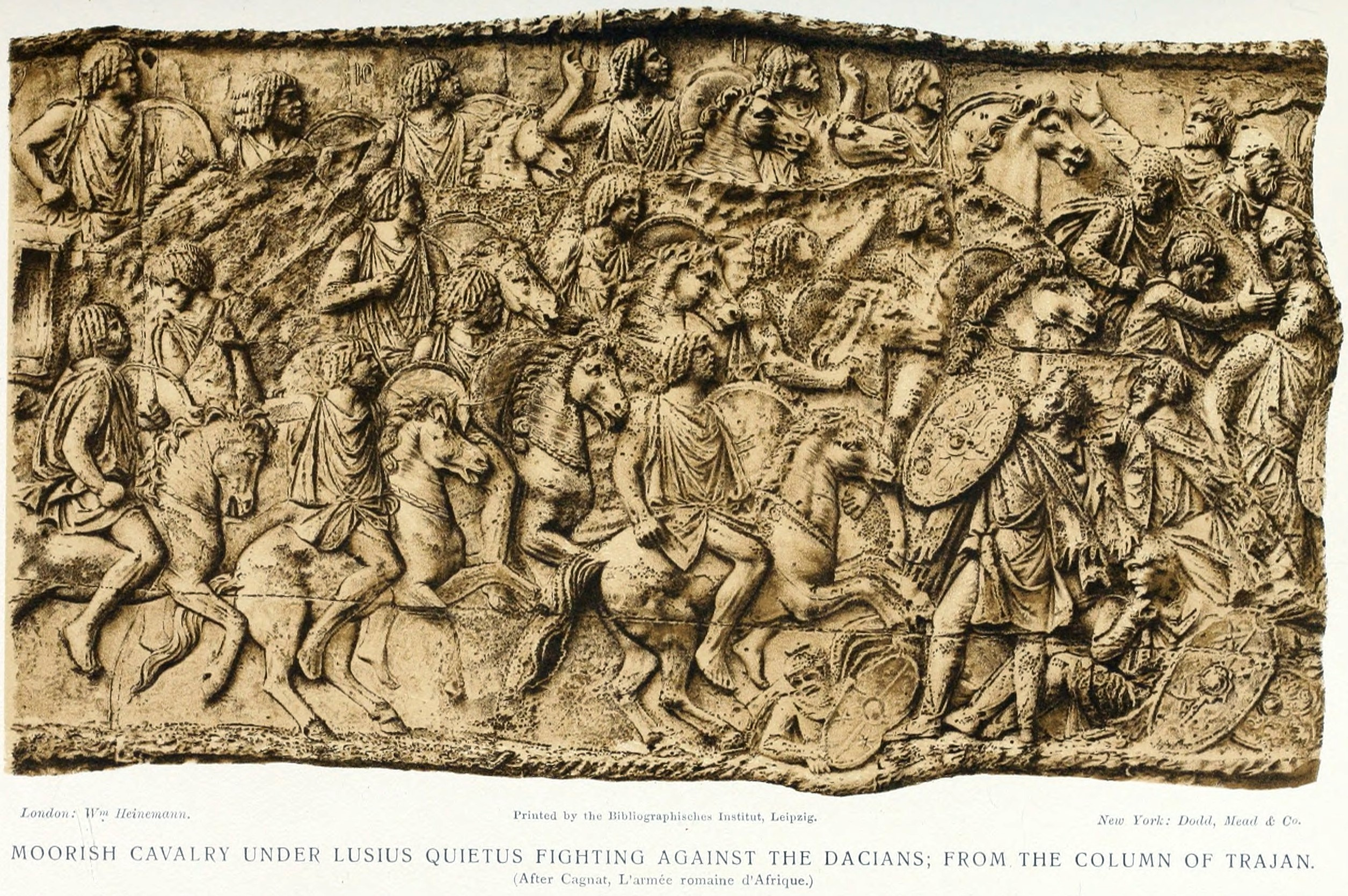
سواره نظام بربر تحت رهبری لوسیوس کوئیتوس که با داکی ها می جنگند. از ستون تراژان.

لوسیوس کوئیتوس ( لاتین: Lusius Quiētus   ، pronounced [ˈɫʊsi.ʊs kᶣiˈeːtʊs] می شودpronounced [ˈɫʊsi.ʊs kᶣiˈeːtʊs] ; یونانی کوینه: Λούσιος Κυήτος، آوانگاری: Loúsios Kyítos     ، تلفظ [ˈlusi.os kyˈitos] می شودتلفظ [ˈlusi.os kyˈitos] ) یک ژنرال بربر رومی و یازدهمین نماینده یهودیه در سال‌های ۱۱۷–۱۲۰ بود. او فرمانده اصلی علیه شورش یهودیان معروف به جنگ کیتوس بود. به عنوان یک ژنرال و یک فرمانده بسیار تحسین شده، او یکی از برجسته ترین دولتمردان بربر در تاریخ روم باستان بود .  پس از مرگ امپراتور تراژان ، کوئیتوس احتمالاً به دستور هادریان ، جانشین تراژان به قتل رسید یا اعدام شد.

## زندگی
پدر لوسیوس و جنگجویانش که در اصل یک شاهزاده بربر  بود، از لژیون‌های رومی در تلاش برای تسلط بر مورتانیا تینگیتانا (شمال مراکش امروزی) در جریان شورش آدمون در سال ۴۰ حمایت کردند.

## کتابشناسی
- Bartolomeo Borghesi, Œuvres, i. 500;
- هاینریش گریتز ، گشیشته . نسخه 3 بعدی، IV. 116 به بعد، 407 به بعد;
- Emil Schürer, Geschichte 3d ed., i. 617، 666-670;
- Prosopographia Imperii Romani ، ii. 308، شماره 325;
- آدولف فون شلاتر ، مرگ تراژان ها و هادریان ، ص. 90، (Gütersloh، 1897. )
- مایکل برت و الیزابت فنترس بربرها ص 54-55. بلک ول، 1996.شابک ‎۹۷۸−۰−۶۳۱−۲۰۷۶۷−۲